# Monopoly (싱글)
〈Monopoly〉(모노폴리)는 일본의 여성 아이돌 그룹 노기자카46의 34번째 싱글이다. 2023년 12월 6일에 N46Div.를 통해 발매되었다. 센터는 엔도 사쿠라와 카키 하루카가 맡았다.